# Eridolius
Eridolius är ett släkte av steklar som beskrevs av Förster 1869. Eridolius ingår i familjen brokparasitsteklar.

## Bildgalleri

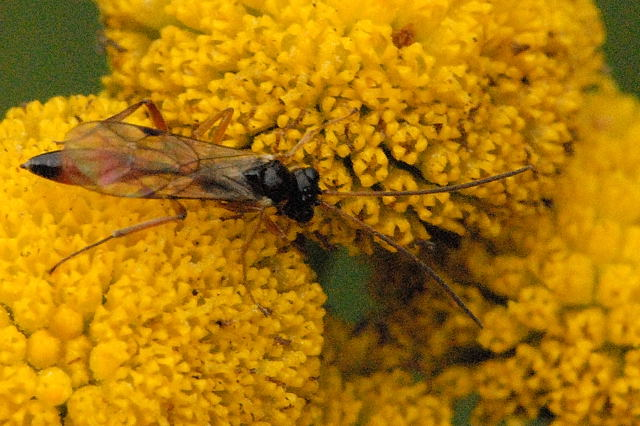

## Dottertaxa tillEridolius, i alfabetisk ordning[1][2]
- Eridolius aithogaster
- Eridolius alacer
- Eridolius albicoxa
- Eridolius albilineatus
- Eridolius astenoctenus
- Eridolius aurifluus
- Eridolius autumnalis
- Eridolius basalis
- Eridolius bimaculatus
- Eridolius brevicornis
- Eridolius clauseni
- Eridolius clypeatus
- Eridolius consobrinus
- Eridolius consors
- Eridolius curtisii
- Eridolius dahlbomi
- Eridolius deletus
- Eridolius dorsator
- Eridolius elegans
- Eridolius ermolenkoi
- Eridolius flavicoxae
- Eridolius flavicoxator
- Eridolius flavomaculatus
- Eridolius foveator
- Eridolius frontator
- Eridolius funebris
- Eridolius gibbulus
- Eridolius gnathoxanthus
- Eridolius hofferi
- Eridolius kambaiti
- Eridolius kamikochi
- Eridolius lineiger
- Eridolius lionyx
- Eridolius mongolicus
- Eridolius niger
- Eridolius orbitalis
- Eridolius orientalis
- Eridolius pachysoma
- Eridolius pallicoxator
- Eridolius paululus
- Eridolius pictus
- Eridolius pullus
- Eridolius pygmaeus
- Eridolius romani
- Eridolius rubricoxa
- Eridolius rufilabris
- Eridolius rufofasciatus
- Eridolius rufonotatus
- Eridolius schiodtei
- Eridolius schiödtei
- Eridolius similis
- Eridolius sinensis
- Eridolius taigensis
- Eridolius tobiasi
- Eridolius ungularis
- Eridolius ussuriensis
- Eridolius wahli
- Eridolius verzhutzkii